# قنات‌ماهی‌های لب‌بریده
قنات‌ماهی‌های لب‌بریده (نام علمی: Exoglossum) نام یک سرده از خانواده کپورماهیان است.